# Tarifa (Španjolska)
Tarifa je grad i luka u juznoj Španjolskoj. 
Nalazi se u provinciji Cádiz, koja jedna od osam provincija koja čine autonomnu zajednicu
Andaluzija. 
Grad ima 17.199 stanovnika (2005.) i predstavlja najjužniji grad kontinentalne Europe. Udaljenost do Maroka, a time i do afričkog kontinenta, ovdje iznosi 14 km. Nigdje si kontinenti Europa i Afrika nisu bliže.
Zbog strateški važnog položaja na najužoj točki Gibraltarskog tjesnaca Tarifa je često bila na sceni povijesnih događaja.
Iz luke plove nekoliko puta dnevno trajekti u marokanski grad Tanger.

## Vanjske poveznice
- Estrecho Natural Park (šp.) (engl.) (fr.)
- Lances Beach Natural Paraje (šp.) (engl.) (fr.)
- Portal de Tarifa  Arhivirana inačica izvorne stranice od 12. lipnja 2008. (Wayback Machine) (šp.) (engl.) (fr.)

## Galerija
- najjuža točka kontinentalne Europe
- pogled iz svemira